# Tombstone (Arizona)
Pour les articles homonymes, voir Tombstone.
Tombstone est une ville américaine située dans le comté de Cochise, dans l'État de l'Arizona. Sa population s’élevait à 1 380 habitants lors du recensement de 2010, estimée à 1 300 habitants en 2016. Elle est restée célèbre pour être le lieu où s'est déroulée la fusillade d'O.K. Corral en 1881.

## Histoire
Tombstone a été fondée en 1879 par le prospecteur Ed Schieffelin sous le nom de O. K. Corral. Elle doit son essor aux mines d'argent. Dès 1881, elle compte 1 000 habitants, les immigrants commencent à affluer. L’année suivante, elle devient le siège du comté de Cochise, sa population compte entre 5 000 et 15 000 habitants. Mais Tombstone n’est pas reliée au chemin de fer, elle est isolée, l'eau est rare et la violence armée est un problème majeur. À cause du manque d’eau, Tombstone est victime de deux incendies, en juin 1881 et mai 1882. La fusillade d'O.K. Corral éclate le 26 octobre 1881.
Mais l’exploitation des mines d’argent décline. En 1900, la population de Tombstone n’est plus que de 700 habitants. Son statut de siège du comté l’empêche de devenir une ville fantôme, même si Bisbee devient le siège du comté en 1929 à l’issue d’un vote.
De nos jours, Tombstone est une ville touristique. Des promenades en calèche y sont organisées, ainsi que des saynètes mettant en scène des cow-boys, des mineurs et des femmes des saloons. Un cimetière reconstitué et de nombreuses boutiques de souvenirs attendent les visiteurs.

## Démographie
| 1880  | 1890  | 1900 | 1910  | 1920  | 1930 |
| ----- | ----- | ---- | ----- | ----- | ---- |
| 3 423 | 1 875 | 646  | 1 582 | 1 178 | 849  |

| 1940 | 1950 | 1960  | 1970  | 1980  | 1990  |
| ---- | ---- | ----- | ----- | ----- | ----- |
| 822  | 910  | 1 283 | 1 241 | 1 632 | 1 220 |

| 2000  | 2010  | - | - | - | - |
| ----- | ----- | - | - | - | - |
| 1 504 | 1 380 | - | - | - | - |

## Galerie photographique

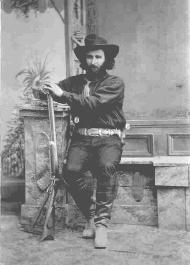
Ed Schieffelin, le fondateur de la ville.
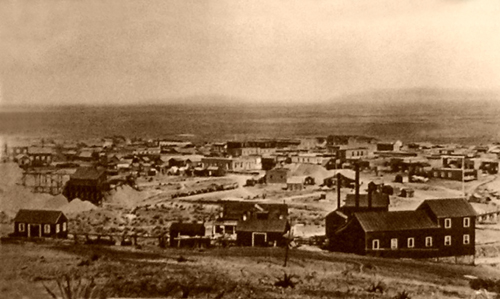
Tombstone en 1891.
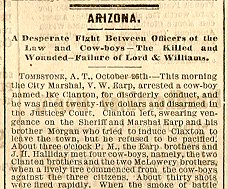
Coupure de presse relatant le règlement de comptes de OK Corral.
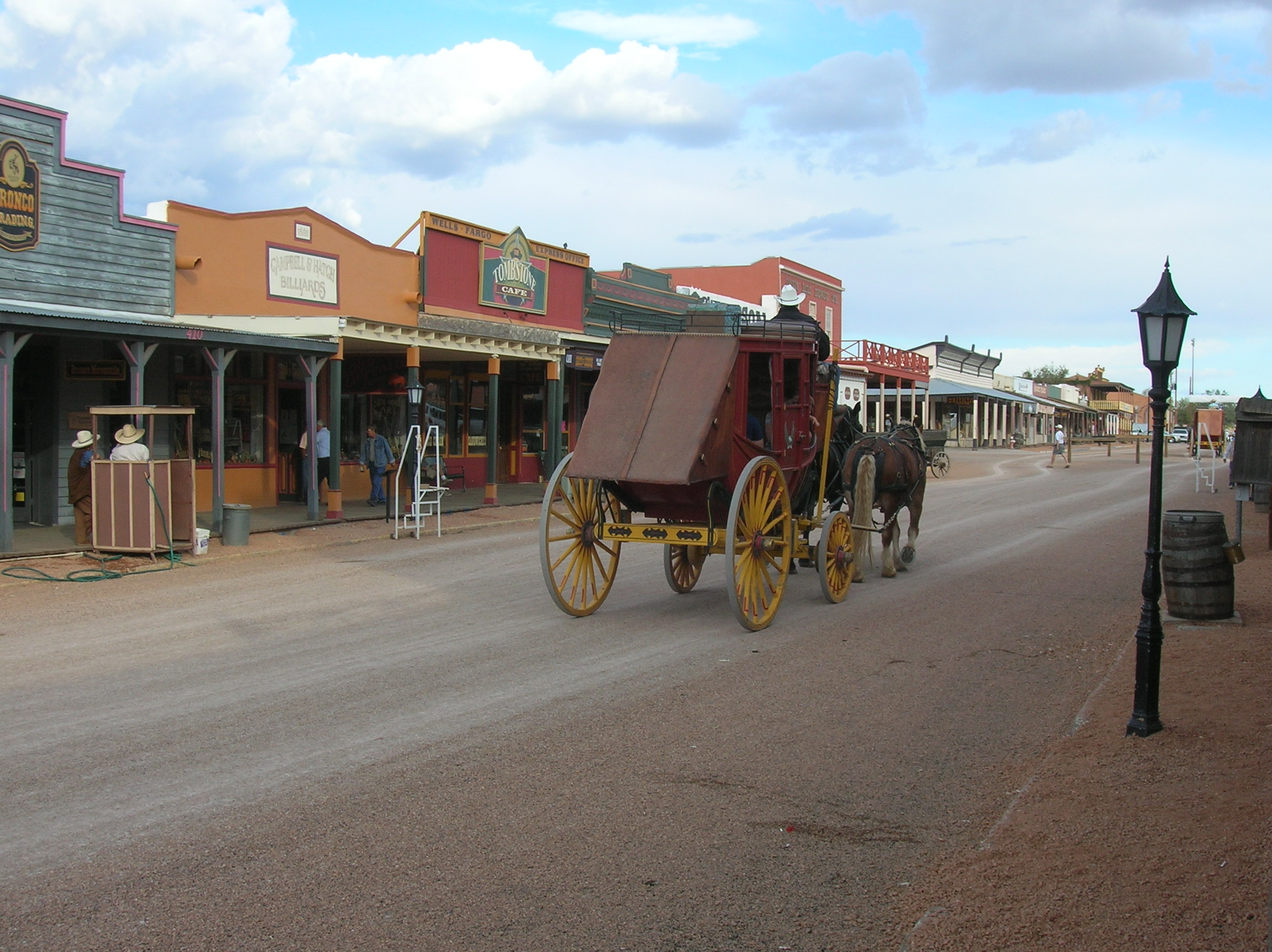
Allen Street, Tombstone.
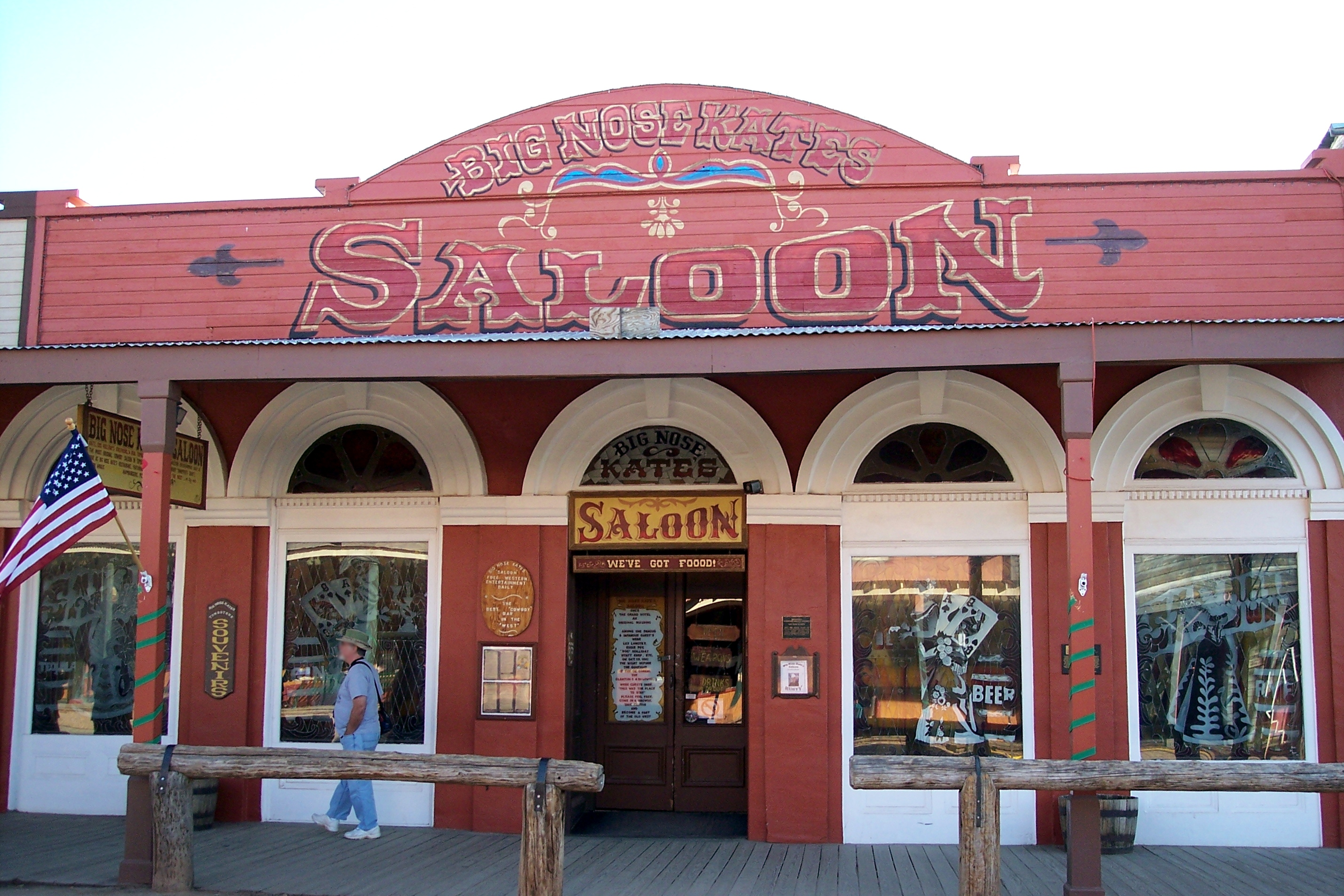
Big Nose Kate's Saloon.